# Bosque de Lapiş
Bosque de Lapiş (en rumano: Pădurea Lapiş) es una reserva natural de categoría IV de la UICN, que se encuentra en el noroeste de Rumania, en el oeste del condado de Sălaj, cerca de la localidad de Nuşfalău, que está a unos 9 km de Şimleu Silvaniei.
El bosque de lapis posee una superficie de 430,40 hectáreas fue declarado área natural protegida por el Acuerdo Gubernativo No.2151 de 2004 (Número 152 publicado en rumano Documento Oficial del 12 de abril de 2005).